# یواس‌اس جی. فرد تالبوت (دی‌دی-۱۵۶)
یواس‌اس جی. فرد تالبوت (دی‌دی-۱۵۶) (به انگلیسی: USS J. Fred Talbott (DD-156)) یک کشتی بود که طول آن 314 ft 5 in (95.83 m) بود. این کشتی در سال ۱۹۱۸ ساخته شد.